# 城南街道 (白城市)
城南街道，是中华人民共和国吉林省白城市洮北区下辖的一个乡镇级行政单位。

## 行政区划
城南街道下辖以下地区：
草原社区、兴盛社区、顺达社区和东兴社区。